# Liste von Burgen, Schlössern und Festungen im Département Isère
Die Liste von Burgen, Schlössern und Festungen im Département Isère listet bestehende und abgegangene Anlagen im Département Isère auf. Das Département zählt zur Region Auvergne-Rhône-Alpes in Frankreich.

Wappen des Départements Isère (38)
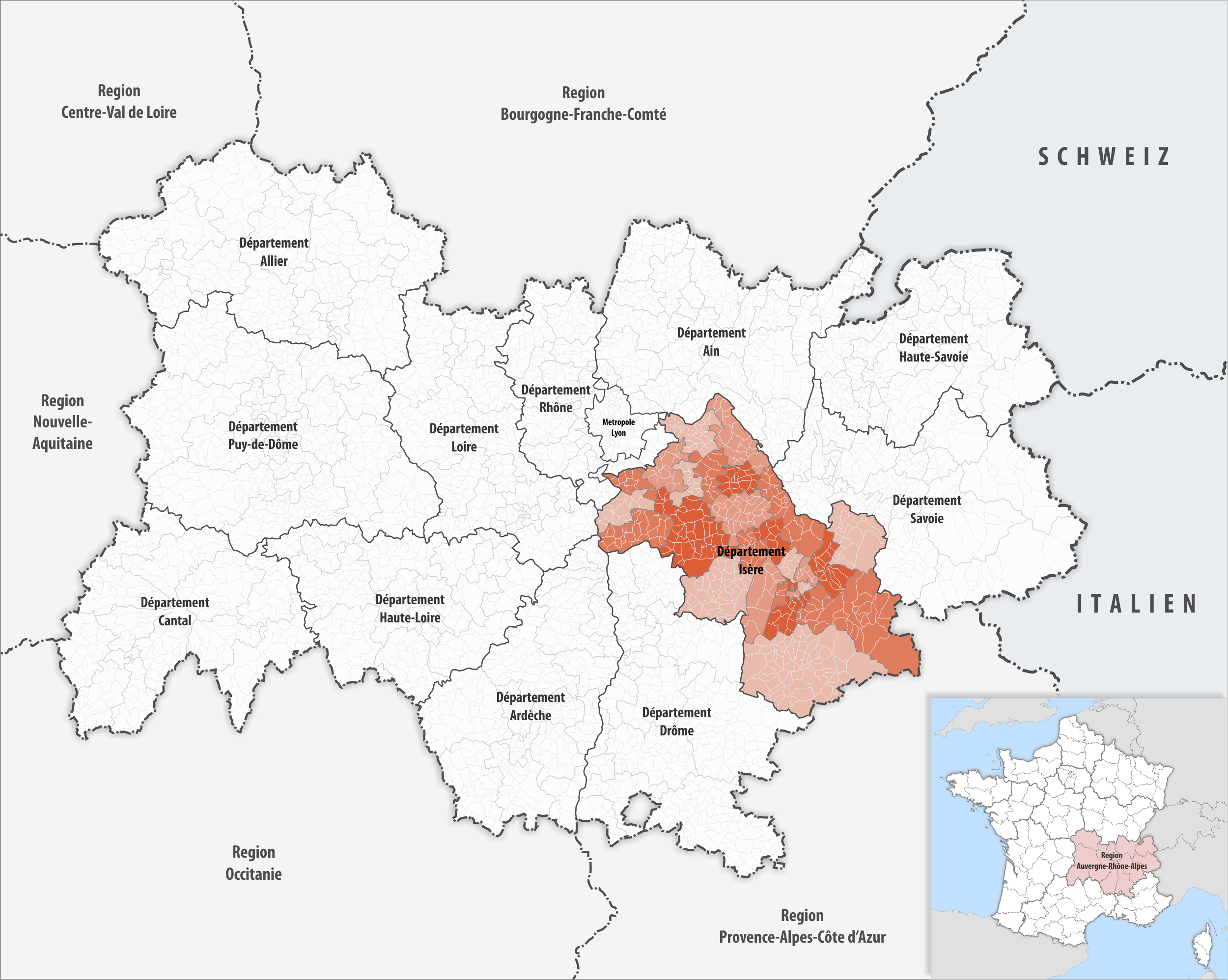
Lage des Départements Isère in der Region Auvergne-Rhône-Alpes
Lage der Region Auvergne-Rhône-Alpes in Frankreich

## Liste
Bestand am 31. März 2022: 82
| Name deu / fra                                             | Gemeinde / Lage                                            | Typ (Untertyp)        | Bemerkungen                                                                                         | Bild |
| ---------------------------------------------------------- | ---------------------------------------------------------- | --------------------- | --------------------------------------------------------------------------------------------------- | ---- |
| Burg Anjou Château vieux d'Anjou                           | Anjou 45,350596° N, 4,877318° O                            | Burg                  | Ruine, nur ein Turm erhalten                                                                        |      |
| Schloss Anjou Château d'Anjou                              | Anjou 45,349644° N, 4,881575° O                            | Schloss               | |      |
| Burg Anthon Château d'Anthon                               | Anthon 45,792043° N, 5,173225° O                           | Burg                  | Wenige Überreste der Burg aus dem 12. Jahrhundert in der Nähe des Zusammenflusses von Ain und Rhone |      |
| Festes Haus Antouillet Maison forte d'Antouillet           | Panossas                                                   | Burg (Festes Haus)    | |      |
| Turm Arces Tour d'Arces                                    | Saint-Ismier 45,258566° N, 5,815946° O                     | Burg (Turm)           | Ruine                                                                                               |      |
| Burg Ars Château d'Ars                                     | Avignonet 44,970159° N, 5,679401° O                        | Burg                  | Ruine                                                                                               |      |
| Burg L’Arthaudière Château de l'Arthaudière                | Saint-Bonnet-de-Chavagne 45,119167° N, 5,233056° O         | Burg                  | |      |
| Burg Auberives Château d'Auberives                         | Auberives-sur-Varèze 45,42599° N, 4,818803° O              | Burg                  | Ruine                                                                                               |      |
| Schloss La Balme Château de la Balme (Schloss Murinais)    | Murinais                                                   | Schloss               | |      |
| Schloss Bardonenche Château de Bardonenche                 | Monestier-de-Clermont 44,91775° N, 5,6365° O               | Schloss               | |      |
| Herrenhaus La Bâtie Manoir de la Bâtie                     | Agnin                                                      | Schloss (Herrenhaus)  | |      |
| Burg La Bâtie Château de la Bâtie                          | Vienne 45,530779° N, 4,876417° O                           | Burg                  | Ruine                                                                                               |      |
| Burg Bayard Château Bayard                                 | Pontcharra 45,423611° N, 6,018889° O                       | Burg                  | |      |
| Burg Beaumont Château de Beaumont                          | La Mure                                                    | Burg                  | |      |
| Schloss Beauregard Château de Beauregard                   | Seyssinet-Pariset 45,171445° N, 5,67455° O                 | Schloss               | |      |
| Burg Beauvoir Château de Beauvoir                          | Beauvoir-en-Royans 45,122472° N, 5,339° O                  | Burg                  | Ruine                                                                                               |      |
| Schloss Belmont Château de Belmont                         | Belmont 45,4726° N, 5,3701° O                              | Schloss               | |      |
| Schloss Les Blondes Château des Blondes                    | Sassenage 45,20661° N, 5,663743° O                         | Schloss               | Heute das Rathaus                                                                                   |      |
| Burg Bocsozel Château de Bocsozel                          | Mottier                                                    | Burg                  | Ruine                                                                                               |      |
| Burg Bon Repos Château de Bon Repos                        | Jarrie 45,110278° N, 5,756389° O                           | Burg                  | |      |
| Burg Brangues Château de Brangues                          | Brangues 45,69793° N, 5,524774° O                          | Burg                  | |      |
| Burg Bressieux Château de Bressieux                        | Bressieux 45,322445° N, 5,279257° O                        | Burg                  | Ruine                                                                                               |      |
| Schloss Buffières Château de Buffières                     | Dolomieu 45,6114° N, 5,4975° O                             | Schloss               | |      |
| Burg Château Corbeau Château de Château Corbeau            | Meylan 45,231111° N, 5,777778° O                           | Burg                  | Ruine                                                                                               |      |
| Burg Le Châtelard Château du Châtelard                     | Montagnieu 45,5317° N, 5,4339° O                           | Burg                  | |      |
| Schloss Chaulnes Château de Chaulnes                       | Noyarey 45,2351° N, 5,636° O                               | Schloss               | |      |
| Schloss M. Chenu Château de M. Chenu                       | Anjou                                                      | Schloss               | |      |
| Burg Le Cingle Château du Cingle                           | Vernas                                                     | Burg                  | |      |
| Burg Clermont Château de Clermont                          | Chirens 45,417351° N, 5,536217° O                          | Burg                  | Ruine                                                                                               |      |
| Turm Le Couvat Tour du Couvat                              | Saint-Jean-le-Vieux                                        | Burg                  | Ruine                                                                                               |      |
| Burg Crémieu Château de Crémieu                            | Crémieu                                                    | Burg                  | |      |
| Schloss Crolles Château de Crolles                         | Crolles                                                    | Schloss               | |      |
| Burg Demptézieu Château de Demptézieu                      | Saint-Savin                                                | Burg                  | |      |
| Schloss Dizimieu Château de Dizimieu                       | Dizimieu 45,7194° N, 5,299° O                              | Schloss               | |      |
| Burg Fallavier Château de Fallavier                        | Saint-Quentin-Fallavier 45,6279° N, 5,1225° O              | Burg                  | Ruine                                                                                               |      |
| Schloss Faverges-de-la-Tour Château de Faverges-de-la-Tour | Faverges-de-la-Tour 45,590556° N, 5,535833° O              | Schloss               | |      |
| Schloss Le Fayet Château du Fayet                          | Barraux 45,4175° N, 5,972222° O                            | Schloss               | |      |
| Schloss Fondru Château de Fondru                           | Anjou                                                      | Schloss               | |      |
| Schloss Gaulas Château de Gaulas                           | Agnin                                                      | Schloss               | |      |
| Bastille Grenoble Bastille de Grenoble                     | Grenoble                                                   | Festung               | Ruine                                                                                               |      |
| Schloss Hautefort Château de Hautefort                     | Saint-Nicolas-de-Macherin 45,403049° N, 5,608857° O        | Schloss               | |      |
| Burg Jarcieu Château de Jarcieu                            | Jarcieu                                                    | Burg                  | |      |
| Schloss Longpra Château de Longpra                         | Saint-Geoire-en-Valdaine 45,53185° N, 5,623056° O          | Schloss               | Heute ein Holzwerkzeugmuseum                                                                        |      |
| Schloss Milliassière Château de Milliassière               | Succieu 45,53185° N, 5,335575° O                           | Schloss               | |      |
| Schloss Moidière Château de Moidière                       | Bonnefamille 45,5958° N, 5,1252° O                         | Schloss               | |      |
| Burg Montbreton Château de Montbreton (Bâtie-Montbreton)   | Chanas                                                     | Burg                  | |      |
| Burg Montcla Château de Montcla                            | Saint-Geoire-en-Valdaine                                   | Burg                  | Heute das Rathaus (Hôtel de ville)                                                                  |      |
| Burg Montfort Château de Montfort                          | Crolles                                                    | Burg                  | Ruine                                                                                               |      |
| Schloss Montrevel Château de Montrevel                     | Montrevel 45,487° N, 5,3974° O                             | Schloss               | |      |
| Burg La Murette Château de La Murette                      | La Murette 45,380616° N, 5,543882° O                       | Burg                  | |      |
| Schloss L’Orgère Château de l'Orgère                       | Rives 45,35077° N, 5,499638° O                             | Schloss               | |      |
| Schloss Le Passage Château du Passage                      | Le Passage 45,529031° N, 5,51334° O                        | Schloss               | |      |
| Burg Pipet Château de Pipet                                | Vienne 45,524495° N, 4,881642° O                           | Burg                  | |      |
| Schloss Pupetières Château de Pupetières                   | Châbons 45,459444° N, 5,454666° O                          | Schloss               | |      |
| Burg Quincivet Château de Quincivet                        | Saint-Vérand                                               | Burg                  | |      |
| Burg Quinsonnas Château de Quinsonnas                      | Sérézin-de-la-Tour 45,5495° N, 5,3305° O                   | Burg                  | |      |
| Burg Quirieu Château de Quirieu                            | Bouvesse-Quirieu 45,788056° N, 5,439722° O                 | Burg                  | Ruine                                                                                               |      |
| Schloss La Rochette Château de la Rochette                 | Fontaine 45,19505° N, 5,67325° O                           | Schloss               | |      |
| Burg La Rochette Château de la Rochette                    | Saint-Geoire-en-Valdaine                                   | Burg                  | |      |
| Schloss Roussillon Château de Roussillon                   | Roussillon 45,373384° N, 4,811472° O                       | Schloss               | |      |
| Schloss La Sablière Château de la Sablière                 | Anjou                                                      | Schloss               | |      |
| Fort Le Saint-Eynard Fort du Saint-Eynard (Fort Seras)     | Le Sappey-en-Chartreuse                                    | Festung               | Aus dem 19. Jahrhundert, in 1338 m Höhe, gehörte zum Festungsgürtel um Grenoble                     |      |
| Burg Saint-Jean-de-Chépy Château de Saint-Jean-de-Chépy    | Tullins 45,298333° N, 5,482611° O                          | Burg                  | |      |
| Burg Saint-Julien Château de Saint-Julien                  | Siccieu-Saint-Julien-et-Carisieu 45,732778° N, 5,290556° O | Burg                  | |      |
| Turm Sans Venin Tour sans Venin (Château de Pariset)       | Seyssinet-Pariset 45,171254° N, 5,666185° O                | Burg (Turm)           | Ruine                                                                                               |      |
| Schloss Sassenage Château de Sassenage                     | Sassenage 45,210378° N, 5,659719° O                        | Schloss               | |      |
| Burg Septème Château de Septème                            | Septème 45,550833° N, 5,010833° O                          | Burg                  | |      |
| Burg Serrières Château de Serrières                        | Trept 45,690833° N, 5,331111° O                            | Burg                  | |      |
| Burg Serviantin Château de Serviantin                      | Biviers 45,234416° N, 5,809295° O                          | Burg                  | |      |
| Burg Seyssuel Château de Seyssuel                          | Seyssuel                                                   | Burg                  | |      |
| Burg La Sône Château de la Sône                            | La Sône 45,113333° N, 5,283722° O                          | Burg                  | |      |
| Herrenhaus La Tour Manoir de la Tour                       | Le Cheylas 45,370833° N, 5,989444° O                       | Schloss (Herrenhaus)  | |      |
| Schloss Tournin Château de Tournin                         | La Tour-du-Pin 45,590556° N, 5,535833° O                   | Schloss               | |      |
| Schloss Le Touvet Château du Touvet                        | Le Touvet 45,363669° N, 5,946733° O                        | Schloss               | |      |
| Turm Le Treuil Tour du Treuil                              | Allevard 45,402833° N, 6,073583° O                         | Burg (Turm)           | |      |
| Burg Uriage Château d'Uriage                               | Saint-Martin-d'Uriage 45,144601° N, 5,832533° O            | Burg                  | |      |
| Burg Vallin Château de Vallin                              | Saint-Victor-de-Cessieu 45,532326° N, 5,386672° O          | Burg                  | |      |
| Schloss Vaulserre Château de Vaulserre                     | Saint-Albin-de-Vaulserre 45,50682° N, 5,69695° O           | Schloss               | |      |
| Festes Haus La Veyrie Maison forte de la Veyrie            | Bernin                                                     | Schloss (Festes Haus) | |      |
| Burg Virieu Château de Virieu                              | Virieu 45,479444° N, 5,479167° O                           | Burg                  | |      |
| Schloss Vizille Château de Vizille                         | Vizille 45,075278° N, 5,773056° O                          | Schloss               | Seit 1983 ein Museum                                                                                |      |
| Schloss Voissant Château de Voissant                       | Voissant 45,4851° N, 5,712° O                              | Schloss               | |      |